# 캘리포니아주의 통계 지구

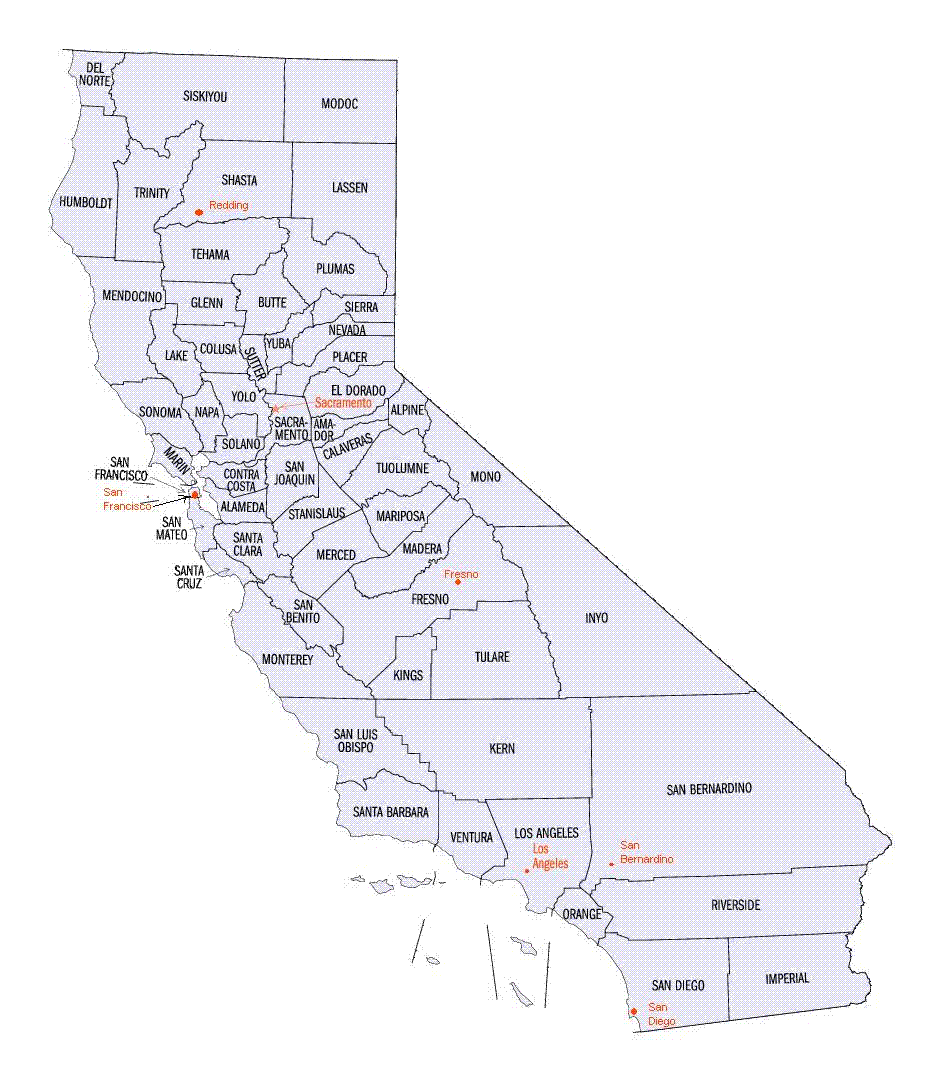
캘리포니아 주의 군들

캘리포니아의 주기

캘리포니아의 통계 지구(California Statistical Area)는 캘리포니아 주에 있는 통계 지구이다.

## 배치도
| 복합 통계 지구                      | 인구       | 핵심 기반 통계 지구                 | 인구       | 군               | 인구       |
| ----------------------------------- | ---------- | ----------------------------------- | ---------- | ---------------- | ---------- |
| 로스앤젤레스-롱비치 지구            | 18,711,436 | 로스앤젤레스-롱비치-애너하임 지구   | 13,214,799 | 로스앤젤레스     | 10,039,107 |
| 로스앤젤레스-롱비치 지구            | 18,711,436 | 로스앤젤레스-롱비치-애너하임 지구   | 13,214,799 | 오렌지           | 3,175,692  |
| 로스앤젤레스-롱비치 지구            | 18,711,436 | 리버사이드-샌버너디노-온타리오 지구 | 4,650,631  | 리버사이드       | 2,470,546  |
| 로스앤젤레스-롱비치 지구            | 18,711,436 | 리버사이드-샌버너디노-온타리오 지구 | 4,650,631  | 샌버너디노       | 2,180,085  |
| 로스앤젤레스-롱비치 지구            | 18,711,436 | 옥스나드-사우전드오크스-벤투라 지구 | 846,006    | 벤투라           | 846,006    |
| 새너제이-샌프란시스코-오클랜드 지구 | 9,665,887  | 샌프란시스코-오클랜드-버클리 지구   | 4,731,803  | 앨러미다         | 1,671,329  |
| 새너제이-샌프란시스코-오클랜드 지구 | 9,665,887  | 샌프란시스코-오클랜드-버클리 지구   | 4,731,803  | 컨트라코스타     | 1,153,526  |
| 새너제이-샌프란시스코-오클랜드 지구 | 9,665,887  | 샌프란시스코-오클랜드-버클리 지구   | 4,731,803  | 샌프란시스코     | 881,549    |
| 새너제이-샌프란시스코-오클랜드 지구 | 9,665,887  | 샌프란시스코-오클랜드-버클리 지구   | 4,731,803  | 샌마테오         | 766,573    |
| 새너제이-샌프란시스코-오클랜드 지구 | 9,665,887  | 샌프란시스코-오클랜드-버클리 지구   | 4,731,803  | 마린             | 258,826    |
| 새너제이-샌프란시스코-오클랜드 지구 | 9,665,887  | 새너제이-서니베일-샌타클래라 지구   | 1,990,660  | 샌타클래라       | 1,927,852  |
| 새너제이-샌프란시스코-오클랜드 지구 | 9,665,887  | 새너제이-서니베일-샌타클래라 지구   | 1,990,660  | 샌베니토         | 62,808     |
| 새너제이-샌프란시스코-오클랜드 지구 | 9,665,887  | 스톡턴 지구                         | 762,148    | 샌와킨           | 762,148    |
| 새너제이-샌프란시스코-오클랜드 지구 | 9,665,887  | 머데스토 지구                       | 550,660    | 스타니슬라오     | 550,660    |
| 새너제이-샌프란시스코-오클랜드 지구 | 9,665,887  | 샌타로자-페탈루마 지구              | 494,336    | 소노마           | 494,336    |
| 새너제이-샌프란시스코-오클랜드 지구 | 9,665,887  | 발레이오 지구                       | 447,643    | 솔라노           | 447,643    |
| 새너제이-샌프란시스코-오클랜드 지구 | 9,665,887  | 머시드 지구                         | 277,680    | 머시드           | 277,680    |
| 새너제이-샌프란시스코-오클랜드 지구 | 9,665,887  | 샌타크루즈-왓슨빌 지구              | 273,213    | 샌타크루즈       | 273,213    |
| 새너제이-샌프란시스코-오클랜드 지구 | 9,665,887  | 나파 지구                           | 137,744    | 나파             | 137,744    |
| 새크라멘토-로즈빌 지구              | 2,639,124  | 새크라멘토-로즈빌-폴섬 지구         | 2,363,730  | 새크라멘토       | 1,552,058  |
| 새크라멘토-로즈빌 지구              | 2,639,124  | 새크라멘토-로즈빌-폴섬 지구         | 2,363,730  | 플레이서         | 398,329    |
| 새크라멘토-로즈빌 지구              | 2,639,124  | 새크라멘토-로즈빌-폴섬 지구         | 2,363,730  | 욜로             | 220,500    |
| 새크라멘토-로즈빌 지구              | 2,639,124  | 새크라멘토-로즈빌-폴섬 지구         | 2,363,730  | 엘도라도         | 192,843    |
| 새크라멘토-로즈빌 지구              | 2,639,124  | 유바시티 지구                       | 175,639    | 서터             | 96,971     |
| 새크라멘토-로즈빌 지구              | 2,639,124  | 유바시티 지구                       | 175,639    | 유바             | 78,668     |
| 새크라멘토-로즈빌 지구              | 2,639,124  | 트러키-그래스밸리 지구              | 99,755     | 네바다           | 99,755     |
| 프레즈노-마데라-핸퍼드 지구         | 1,309,368  | 프레즈노 지구                       | 999,101    | 프레즈노         | 999,101    |
| 프레즈노-마데라-핸퍼드 지구         | 1,309,368  | 마데라 지구                         | 157,327    | 마데라           | 157,327    |
| 프레즈노-마데라-핸퍼드 지구         | 1,309,368  | 핸퍼드-코코란 지구                  | 152,940    | 킹스             | 152,940    |
| 레딩-레드블러프 지구                | 245,164    | 레딩 지구                           | 180,080    | 샤스타           | 180,080    |
| 레딩-레드블러프 지구                | 245,164    | 레드블러프 지구                     | 65,084     | 테하마           | 65,084     |
| 없음                                | 없음       | 샌디에고-출라비스타-칼즈배드 지구   | 3,338,330  | 샌디에고         | 3,338,330  |
| 없음                                | 없음       | 베이커즈필드 지구                   | 900,202    | 컨               | 900,202    |
| 없음                                | 없음       | 비살리아 지구                       | 466,195    | 툴레어           | 466,195    |
| 없음                                | 없음       | 샌타마리아-샌타바버라 지구          | 446,499    | 샌타바버라       | 446,499    |
| 없음                                | 없음       | 살리나스 지구                       | 434,061    | 몬터레이         | 434,061    |
| 없음                                | 없음       | 샌루이스오비스포-패소러블스 지구    | 283,111    | 샌루이스오비스포 | 283,111    |
| 없음                                | 없음       | 치코 지구                           | 219,186    | 뷰트             | 219,186    |
| 없음                                | 없음       | 엘센트로 지구                       | 181,215    | 임페리얼         | 181,215    |
| 없음                                | 없음       | 유레카-아카타 지구                  | 135,558    | 험볼트           | 135,558    |
| 없음                                | 없음       | 유카이아 지구                       | 86,749     | 멘도시노         | 86,749     |
| 없음                                | 없음       | 클리어레이크 지구                   | 64,386     | 레이크           | 64,386     |
| 없음                                | 없음       | 소노라 지구                         | 54,478     | 투올러미         | 54,478     |
| 없음                                | 없음       | 수잔빌 지구                         | 30,573     | 래슨             | 30,573     |
| 없음                                | 없음       | 크레센트시티 지구                   | 27,812     | 델노르트         | 27,812     |
| 없음                                | 없음       | 없음                                | 없음       | 캘러베러스       | 45,905     |
| 없음                                | 없음       | 없음                                | 없음       | 시스키유         | 43,439     |
| 없음                                | 없음       | 없음                                | 없음       | 아마도르         | 39,752     |
| 없음                                | 없음       | 없음                                | 없음       | 글렌             | 28,393     |
| 없음                                | 없음       | 없음                                | 없음       | 콜루사           | 21,547     |
| 없음                                | 없음       | 없음                                | 없음       | 플루머           | 18,807     |
| 없음                                | 없음       | 없음                                | 없음       | 인요             | 18,039     |
| 없음                                | 없음       | 없음                                | 없음       | 마리포사         | 17,203     |
| 없음                                | 없음       | 없음                                | 없음       | 모노             | 14,444     |
| 없음                                | 없음       | 없음                                | 없음       | 트리니티         | 12,285     |
| 없음                                | 없음       | 없음                                | 없음       | 모독             | 8,841      |
| 없음                                | 없음       | 없음                                | 없음       | 시에라           | 3,005      |
| 없음                                | 없음       | 없음                                | 없음       | 알파인           | 1,129      |
| 캘리포니아                          | 캘리포니아 | 캘리포니아                          | 캘리포니아 | 캘리포니아       | 39,512,123 |

## 참고
- 인구 수는 2019년 기준이며 단위는 '명'이다.
- 새크라멘토군은 캘리포니아주 행정 기관들이 있는 새크라멘토가 있기 때문에 굵은 글씨로 표기했다.

## 같이 보기
- 대도시 통계 지구